# مايكل نيمان
مايكل نيمان (بالإنجليزية: Michael Nyman)‏ (و. 1944 – م) هو ملحن، وعالم موسيقى، وعازف بيانو من إنجلترا .

## التعليم
تعلم في الأكاديمية الملكية للموسيقى، وكلية كينجز لندن

## أعمال بارزة
من أهم أعماله Wonderland

## جوائز
حصل على جوائز منها:
- قائد وسام الامبراطورية البريطانية.

## روابط خارجية
- مايكل نيمان على موقع IMDb (الإنجليزية)
- مايكل نيمان على موقع مونزينجر (الألمانية)
- مايكل نيمان على موقع ألو سيني (الفرنسية)
- مايكل نيمان على موقع ميوزك برينز (الإنجليزية)
- مايكل نيمان على موقع أول موفي (الإنجليزية)
- مايكل نيمان على موقع بوكس أوفيس موجو (الإنجليزية)
- مايكل نيمان على موقع قاعدة بيانات الأفلام السويدية (السويدية)
- مايكل نيمان على موقع إن إن دي بي (الإنجليزية)
- مايكل نيمان على موقع أول ميوزيك (الإنجليزية)
- مايكل نيمان على موقع ديسكوغز (الإنجليزية)